# Tanjung Morawa A
Tanjung Morawa A is een bestuurslaag in het regentschap Deli Serdang van de provincie Noord-Sumatra, Indonesië. Tanjung Morawa A telt 13.514 inwoners (volkstelling 2010).